# Listové jazero
Listové jazero este o arie protejată (arie specială de conservare — SAC, sit de importanță comunitară — SCI) din Slovacia întinsă pe o suprafață de 41,53 ha, integral pe uscat.

## Localizare
Centrul sitului Listové jazero este situat la coordonatele 47°53′28″N 18°03′07″E / 47.891111°N 18.051944°E.

## Înființare
Situl Listové jazero a fost declarat sit de importanță comunitară în aprilie 2004 pentru a proteja 3 specii de animale. Situl a fost protejat și ca arie specială de conservare în martie 2004.

## Biodiversitate
Situată în ecoregiunea panonică, aria protejată conține 1 habitat natural: Lacuri eutrofice naturale cu vegetație de tip Magnopotamion sau Hydrocharition.
La baza desemnării sitului se află mai multe specii protejate:
- amfibieni (1): buhai de baltă cu burta roșie (Bombina bombina)
- mamifere (2): vidră de râu (Lutra lutra), Microtus oeconomus mehelyi

Pe lângă speciile protejate, pe teritoriul sitului au mai fost identificate 3 specii de amfibieni, 1 specie de reptile.